# Церква Благовіщення Пресвятої Богородиці (Криволука)
Церква Благовіщення Пресвятої Богородиці в Криволуці — парафія і храм православної громади Чортківського деканату Тернопільсько-Теребовлянської єпархії Православної церкви України в селі Криволука Чортківського району, Тернопільської области.

## Історія

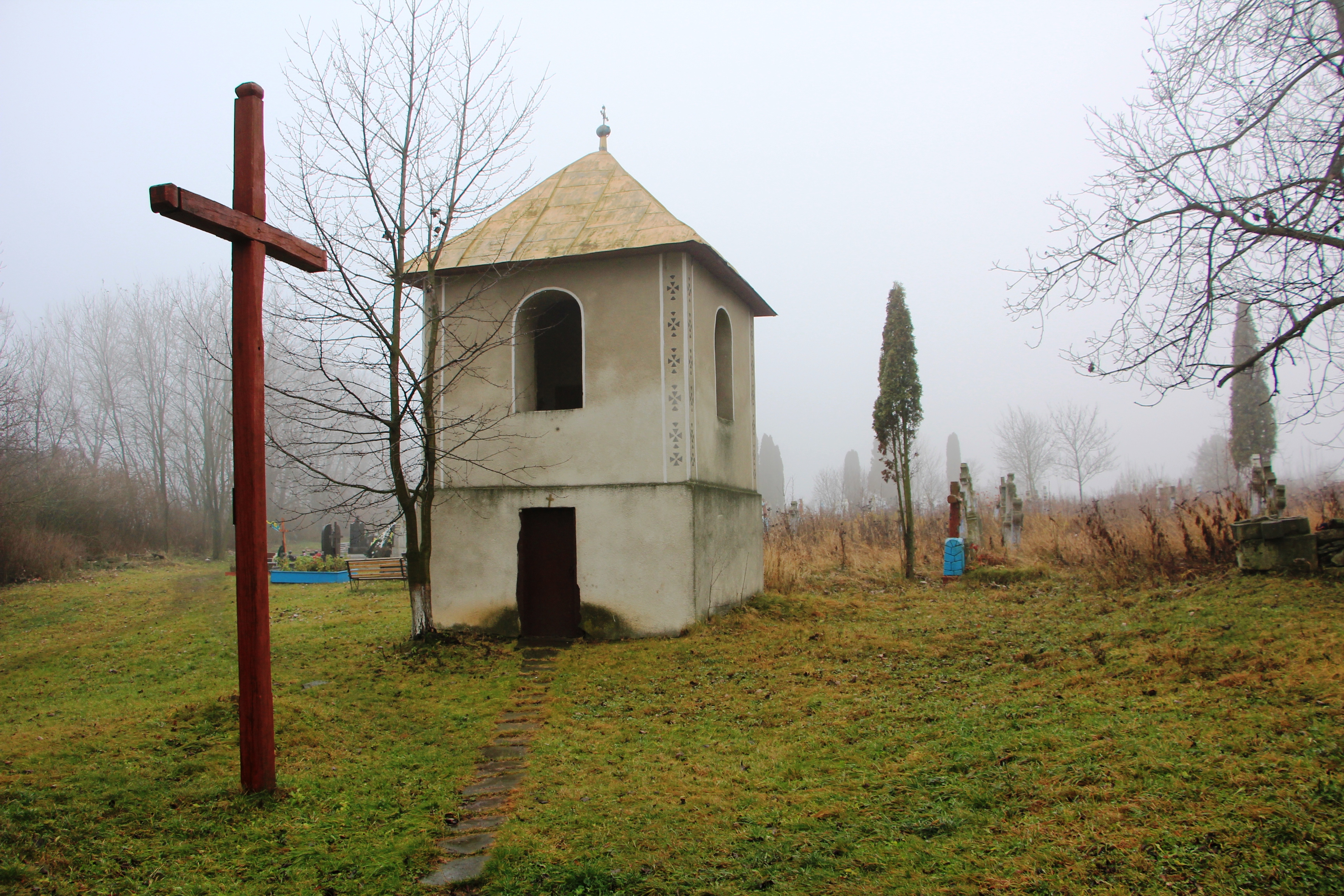
Дзвіниця

Будівництво церкви в селі розпочалося у 1895 році, а освятив її у 1898-му священник Клевак. Невдовзі криволуцьку парафію приєднали до села Полівці.
У 1962 році в селі об'явився образ Божої Матері. На цьому місці пані Грабіна збудувала капличку. За радянських часів її залили бетоном, а церкву закрили на 26 років. Після відкриття храму люди відновили капличку.
1989 року на свято святих апостолів Петра і Павла її освятили. У 1992 році встановили хрест на честь 30-річчя об'явлення Матері Божої. У 1998 році насипали могилу, яку освятив священник Григорій Колісник у 1999 році.
15 грудня 2018 року храм і парафія приєдналися до ПЦУ.

## Парохи
- о. Сивак,
- о. Чиж,
- о. Белінський,
- о. Будняк,
- о. Кутний,
- о. Володимир Ковбасюк (1988—1990),
- о. Григорій Колісник (від 1990),
- о. Василь Колісник (служить від смерті свого батька).